# Mburahati
Mburahati è una circoscrizione urbana (urban ward) della Tanzania situata nel distretto di Kinondoni, regione di Dar es Salaam. Conta una popolazione di 34 123 abitanti (censimento 2012).